# Bleichbad
Das Bleichbad wandelt das bei der Entwicklung in der Analogfotografie entstehende, für die Schwärzung verantwortliche metallische Silber in Silbersalz (Umkehrentwicklung) oder in wieder belichtbares Silberhalogenid um (z. B. bei einer Umentwicklung).
Die leichtlöslichen Silbersalze können durch ein Klärbad und/oder ein Fixierbad mit anschließender Wässerung aus der Schicht entfernt werden.
Das in der Schwarzweiß-Umkehrentwicklung zum Einsatz kommende Bleichbad dient dazu, das bei der Erstentwicklung hervorgerufene Silber des Negativbildes zu entfernen. In der Regel wird ein Ansatz von Kaliumdichromat, einem Salz der Dichromsäure, und Schwefelsäure verwendet (5 g Kaliumdichromat in 1000 ml Wasser gelöst, dann Zusatz von 5 ml konz. Schwefelsäure). Chromsalze sind giftig und hautschädigend und erfordern einen entsprechend sorgsamen Umgang. Vorsicht ist auch beim Hantieren mit der konzentrierten Schwefelsäure geboten. Es erfolgt eine Wässerung und anschließend eine Behandlung in einer wässerigen Lösung von Natriumsulfit als Klärbad. Damit und mit einer kurzen anschließenden Wässerung werden sämtliche Silber- und Chromsalze aus der Filmschicht entfernt. Von nun an kann der Film im Hellen weiterverarbeitet werden (Zweitbelichtung, Zweitentwicklung, fixieren, wässern, trocknen).
Nach dem gleichen Prinzip wird das Bleichbad bei Farbfilmen benutzt, um das nicht benötigte Silber aus dem Filmmaterial wieder zurück in Silbersalze umzuwandeln, da das Fixierbad nur die Silbersalze aus dem Trägermaterial auswaschen kann. Diese Bäder enthalten zumeist Kaliumhexacyanoferrat(III) als bleichende Substanz. Trifft Licht auf einen unentwickelten Farbfilm, so werden zuerst wie beim Schwarzweißfilm die belichteten Silbersalze in metallisches Silber umgewandelt. Im Entwicklungsbad wird das vorhandene latente Bild fertig entwickelt. Die mehrschichtigen Farbfilmemulsionen enthalten in den einzelnen Schichten verschiedene sogenannte Farbkuppler. Diese reagieren („kuppeln“) jeweils mit dem bei der Entwicklung entstehenden Oxidationsprodukt der Entwicklersubstanz und bilden so in den einzelnen Schichten den gewünschten Farbstoff. Ist das Silber ausgebleicht und der Film fixiert, befindet sich auf dem Film nur noch das reine negative Farbstoffbild.
Bei Farbumkehrfilmen wird ähnlich wie bei der Schwarzweiß-Umkehrentwicklung verfahren. Die Erstentwicklung erfolgt in einem Schwarzweiß-Entwickler. Anschließend wird durch eine Zweitbelichtung das bisher unbelichtete Silberhalogenid entwickelbar gemacht. Erst jetzt erfolgt die Farbentwicklung. Danach wird sämtliches Silber ausgebleicht und der Film fixiert. Zurück bleibt das reine positive Farbstoffbild.
In den heute gängigen Colorverarbeitungsprozessen ist es kaum noch üblich in zwei Schritten jeweils zu bleichen und zu fixieren. Stattdessen kommt ein Bleichfixierbad zum Einsatz. Als Oxidationsmittel enthalten diese Lösungen den Eisen(III)-Komplex der Ethylendiamintetraessigsäure (FeIII-EDTA) und als Fixiermittel das herkömmliche Natriumthiosulfat.
Eine Abwandlung des normalen Entwicklungsverfahrens ist die sogenannte Bleichbadüberbrückung, bei der das Silber im Farbfilm gelassen wird.
In der Analogfotografie kommen Bleichbäder auch zum Einsatz, wenn es darum geht, Schwarzweißbilder zu tonen. Das können Papierabzüge, Negative oder Dias sein. Die Bleichbäder sind so konzipiert, dass die entstehenden Silbersalze in der Schicht verbleiben. Bei der anschließenden Behandlung in einem Tonbad, reagieren diese mit der im Tonbad enthalten Substanz zu einer gefärbten Silberverbindung. Die wohl bekannteste Tonung ist die Brauntonung. Das Tonbad enthält hierbei Natriumsulfid und es entsteht braunes, sehr schwer lösliches Silbersulfid.
Die wohl vielseitigste Methode zu Erzeugung verschiedener Farben auf Schwarzweißaufnahmen ist die Chromogene Entwicklung. Sie ist das Grundprinzip der oben bereits beschrieben Entwicklung von Farbfilmen und -bildern. Schwarzweißbilder oder -dias werden vollständig ausgebleicht und anschließend in einem Farbentwickler wieder hervorgerufen. Diesem hat man entsprechend der gewünschten Farbe ein oder zwei verschiedene Farbkuppler zugesetzt. So entsteht während der Entwicklung ein reiner Farbstoff bzw. ein Farbstoffgemisch. Anschließend wird dann, je nach gewünschtem Effekt, vollständig oder teilweise gebleicht und dann fixiert. So lässt sich z. B. durch Kombination von drei verschiedenen Farbkupplern (gelb, purpur, blaugrün) jeder beliebige Farbton erzielen.
Bleichbäder können auch dazu verwendet werden, um viel zu dunkel geratene Negative oder Diapositive noch zu retten. Hierbei wird in einem meist stark verdünnten Bleichbad nur so viel Silber ausgebleicht, bis ein guter Bildeindruck erzielt wird. Anschließend wird fixiert, um die entstandenen Silbersalze komplett zu entfernen. Dieses Verfahren ist in der Analogfotografie als Abschwächen bekannt. Auch das Gegenteil ist möglich: durch sogenanntes Verstärken kann man gegebenenfalls zu hell geratene Bilder noch verbessern. Auch hier sind teilweise Bleichbäder im Spiel.
Bleichbäder gibt es selbstverständlich auch in anderen Bereichen, etwa bei der Behandlung von Materialien wie Stoff oder Papier. Aus Gründen des Umweltschutzes werden die früher hierfür umfänglich eingesetzten, teilweise ebenfalls hochgiftigen Bäder durch unbedenklichere Chemikalien wie Wasserstoffperoxid oder Sauerstoff ersetzt; die Papierindustrie verzichtet bisweilen auch ganz auf das Bleichen, weshalb so genanntes umweltfreundliches Papier selten rein weiß sein kann.